# СБА-60-К2 «Булат»
СБА-60-К2 «Булат» — колісний бронетранспортер, розроблений спільно КАМАЗом та корпорацією «Захист» як приватний проєкт. Розробка почалася у 2010 році та завершилася у 2013 році. Є розвитком більш ранньої моделі БПМ-97 — колісної машини 4×4 з підвищеним протимінним захистом (MRAP). В цей час у Росії є 15 БТР «Булат», які були поставлені наприкінці 2014 року, ще 50 машин були замовлені.

## Конструкція
Конструктивно СБА-60-К2 «Булат» представляє повнопривідний бронеавтомобіль зі зварним корпусом, що несе. Компонування «Булата» СБА-60-К2 дуже схоже на старий радянський БТР-152. Попереду двигун, за двигуном командир та механік-водій, ззаду десантна частина. БТР «Булат» складається з шасі КамАЗ-5350 із колісною формулою 6х6 замість шасі 4х4. Він оснащений повністю закритою бронею і може використовуватися в багатьох цілях: транспортування солдатів та техніки, патрулювання та супровід конвоїв, знешкодження мін та саморобних вибухових пристроїв.